# Les Progressistes
Les Progressistes of Les-Progressistes.fr (Nederlands: De Progressieven) was een vereniging binnen de Union pour un Mouvement Populaire UMP, Unie voor een Volksbeweging en was dus alleen onderdeel van een politieke partij.
Les Progressistes kwam uit de Parti socialiste PS voort. Een aantal leden van de Parti socialiste besloot na de overwinning van Nicolas Sarkozy bij de presidentskiezingen van 2007 hem te steunen. Een aantal van hen, waaronder Bernard Kouchner en Éric Besson werden zelfs in diens regering minister. Dit leidde ertoe dat de partijleiding van de PS hen uit de partij sloten. De meeste uitgesloten PS-leden bleven als onafhankelijke socialisten de regering steunen, maar Besson besloot tot de oprichting van Les Progressistes als onderdeel van de Union pour un Mouvement Populaire UMP. Besson werd hierin door president Sarkozy gesteund, omdat hun toetreden bijdroeg aan zijn streven naar een brede volkspartij.
Les Progressistes was van 2007 tot 2012 een deel van het Comité de liaison de la majorité présidentielle, een samenwerkingsverband tussen de UMP, de leden van Les Progressistes en Nouveau Centre. Les Progressistes was een sociaaldemocratische politieke beweging. Éric Besson was in die tijd de voorzitter en sinds januari 2009 tevens plaatsvervangend secretaris-generaal van de UMP.
Samen met La Gauche moderne vormde Les Progressistes de linkervleugel van de UMP. LGM sloot zich in 2012 bij de Union des démocrates et indépendants UDI aan. De UMP werd in 2015 door Les Républicains vervangen. François Fillon heeft, toen hij kandidaat voor de UMP voor de presidentsverkiezingen van 2017 was, geprobeerd Les Progressistes te steunen, maar hij werd in de eerste ronde derde en deed dus niet aan de beslissende tweede ronde mee.

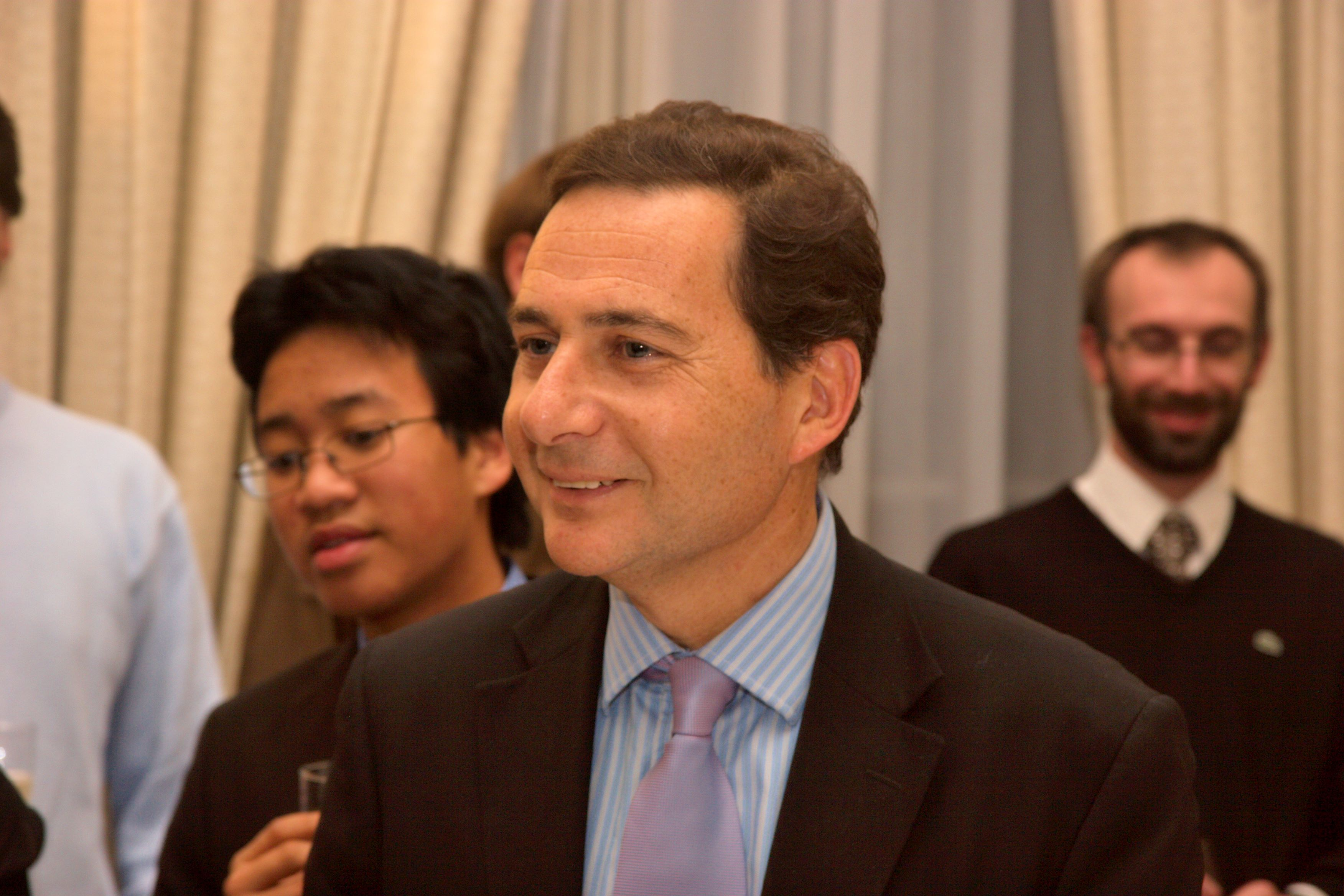
Éric Besson

UMP en gelieerde partijen:
Union pour un mouvement populaire (UMP) · Parti chrétien-démocrate (PCD) · Parti Radical (PR) · Les Progressistes
Partijen onafhankelijk van de UMP:
Chasse, Pêche, Natur et Traditions (CPNT) · La Gauche moderne (LGM) · Mouvement pour la France (MPF) · Les Centristes (LC)
Samenstelling per 27 juli 2019 
 De deelnemende partijen met de meeste zetels worden genoemd, alleen de partijen met een enkele zetel binnen de fractie ontbreken.